# Volleyball Thailand League 2018/19
Die Volleyball Thailand League 2018/19 war die 14. Spielzeit der Profi-Volleyballliga Thailands seit der offiziellen Gründung im Jahr 2005 gewesen. Die Saison begann am 27. Oktober 2018 und endete am 3. März 2019. Titelverteidiger war Nakhon Ratchasima VC.

## Teilnehmende Mannschaften
| Verein                 | Ort               | Trainer               |
| ---------------------- | ----------------- | --------------------- |
| Air Force VC           | Pathum Tani       | Padejsuk Wannachote   |
| NK Fitness Samutsakorn | Samut Sakhon      | Prasert Thangmuang    |
| Diamond Food Saraburi  | Saraburi          | Lawrach Tonthongkum   |
| Khonkaen VC            | Khon Kaen         | Lerkamhan Thongkian   |
| Nakhon Ratchasima VC   | Nakhon Ratchasima | Somboon Sukonthapong  |
| Visakha VC             | Bangkok           | Sarin Karnket         |
| RMUTL Phitsanulok VC   | Phitsanulok       | Kampol Sripoll        |
| Ratchaburi VC          | Ratchaburi        | Jarearn Janjarearnjai |

## Hauptrunde
Die Männer-Volleyball Thailand League setzt sich in der Saison 2018/19 aus acht Mannschaften zusammen, die in einer Hin- und einer Rückrunde gegeneinander antreten.

### Tabelle
In der Volleyball Thailand League gilt für den Spielbetrieb folgende Punkteregel: Für einen 3:0- oder einen 3:1-Sieg gibt es drei Punkte, für einen 3:2-Sieg zwei Punkte, für eine 2:3-Niederlage einen Punkt und für eine 1:3- oder 0:3-Niederlage keinen Punkt. Bei Punktgleichheit entscheidet zunächst die Anzahl der gewonnenen Spiele, dann der Satzquotient (Divisionsverfahren) und schließlich der Ballpunktquotient (Divisionsverfahren).
|    | Verein                    | Anz. Spiele | Punkte | Gew. Spiele | Verl. Spiele | Sätze  | Bälle     |
| -- | ------------------------- | ----------- | ------ | ----------- | ------------ | ------ | --------- |
| 1. | Diamond Food Saraburi (N) | 14          | 36     | 13          | 1            | 407:13 | 1243:1046 |
| 2. | Nakhon Ratchasima VC (M)  | 14          | 29     | 10          | 4            | 32:14  | 1076:937  |
| 3. | Air Force VC              | 14          | 29     | 9           | 5            | 33:17  | 1152:1005 |
| 4. | Visakha VC                | 14          | 28     | 9           | 5            | 32:20  | 1175:1079 |
| 5. | RMUTL Phitsanulok VC      | 14          | 27     | 9           | 5            | 31:21  | 1149:1120 |
| 6. | NK Fitness Samutsakorn    | 14          | 13     | 4           | 10           | 17:31  | 1002:1098 |
| 7. | Ratchaburi VC             | 14          | 3      | 1           | 13           | 8:41   | 964:1093  |
| 8. | Khonkaen VC (N)           | 14          | 3      | 1           | 13           | 5:41   | 825:1128  |

|     | Meisterschafts-Runde                     |
|     | Abstieg in die Pro Challenge             |
| (M) | Thailändischer Meister 2017/18           |
| (N) | Aufsteiger aus der Pro Challenge 2017/18 |

## Meisterschaftsrunde
In der Meisterschaftsrunde traten die besten vier Mannschaften der Hauptrunde gegeneinander um die Meisterschaft an. 

### Halbfinale
| Datum         | Team 1                | Team 2       | Ergebnis                         |
| ------------- | --------------------- | ------------ | -------------------------------- |
| 16. März 2019 | Diamond Food Saraburi | Visakha VC   | 3:1 (25:12, 25:16, 20:25, 25:18) |
| 16. März 2019 | Nakhon Ratchasima VC  | Air Force VC | 1:3 (30:32, 15:25, 25:19, 13:25) |

### Spiel um Platz 3.
| Datum         | Team 1     | Team 2               | Ergebnis                         |
| ------------- | ---------- | -------------------- | -------------------------------- |
| 17. März 2019 | Visakha VC | Nakhon Ratchasima VC | 3:1 (25:21, 25:20, 21:25, 25:15) |

### Finale
| Datum         | Team 1                | Team 2       | Ergebnis                         |
| ------------- | --------------------- | ------------ | -------------------------------- |
| 17. März 2019 | Diamond Food Saraburi | Air Force VC | 1:3 (22:25, 25:17, 16:25, 18:25) |